# Solenopsis banyulensis
Solenopsis banyulensis är en myrart som beskrevs av Bernard 1950. Solenopsis banyulensis ingår i släktet eldmyror, och familjen myror. Inga underarter finns listade i Catalogue of Life.